# Pneumatische Förderung
Pneumatische Förderung ist ein Begriff aus dem Schüttguttransport.
Hierunter versteht man den Transport von Schüttgütern mit Gas (meistens Luft) mittels Über- oder Unterdruck. Die Förderung findet prinzipbedingt durch Rohre oder Schläuche statt. Auch die Förderung über Fluidrinnen (Vierkantrohre mit Auflockerungsboden) ist weit verbreitet.
Unterschieden werden Flug-, Strähnen- und Pfropfenförderung. Für geeignete Schüttgüter ist auch Fließförderung möglich.
Bei der Flugförderung ist die Gasgeschwindigkeit so hoch (meistens über 20 m/s, bezogen auf das leere Rohr), dass das Schüttgut schwebend durch die Förderleitung geblasen oder gesaugt wird. Die Beladung, d. h. das Verhältnis von Fördergut zu Fördergas ist kleiner als 15 kg/kg. Der Kontakt mit der Rohrwand ist besonders in Umlenkungen so intensiv, dass Verschleiß und Kornbruch auftritt.
Die Strähnenförderung findet bei Gasgeschwindigkeiten von etwa 15–20 m/s statt. Ein Teil des Fördergutes rutscht als Strähne über den Boden des Rohres und wird von den darüberfliegenden Partikeln angetrieben. Die Beladung bewegt sich im Bereich 20–40 kg/kg.
Bei der Pfropfenförderung ist die Förderleitung so weit mit Material gefüllt, dass von dem Fördergas ein oder mehrere Materialpfropfen durch die Leitung geschoben werden. Hier sind höhere Drücke nötig. Es sind Beladungen von bis zu 100 kg/kg oder mehr möglich. Die Gasgeschwindigkeiten bewegen sich im Bereich von etwa 3–10 m/s und sind sehr stark vom geförderten Material abhängig.
Bei der Fließförderung verhält sich das Gas-Feststoffgemisch wie ein Kontinuum. Höchste Beladungen bis 300 oder 400 kg/kg sind möglich. Die Gasgeschwindigkeiten liegen bei etwa 7–15 m/s. Die meisten Schüttgüter, insbesondere die mit einem breiten Korngrößenspektrum, lassen sich jedoch nur mit Zusatzeinrichtungen an den Rohrleitungen (beispielsweise Druckmessstellen, Einblasventile u. ä.) effektiv mit geringen Geschwindigkeiten fördern.
Neben dem Transport von Feststoffen gibt es ebenfalls den Anwendungsbereich der pneumatischen Abwasserförderung.